# مضرسة

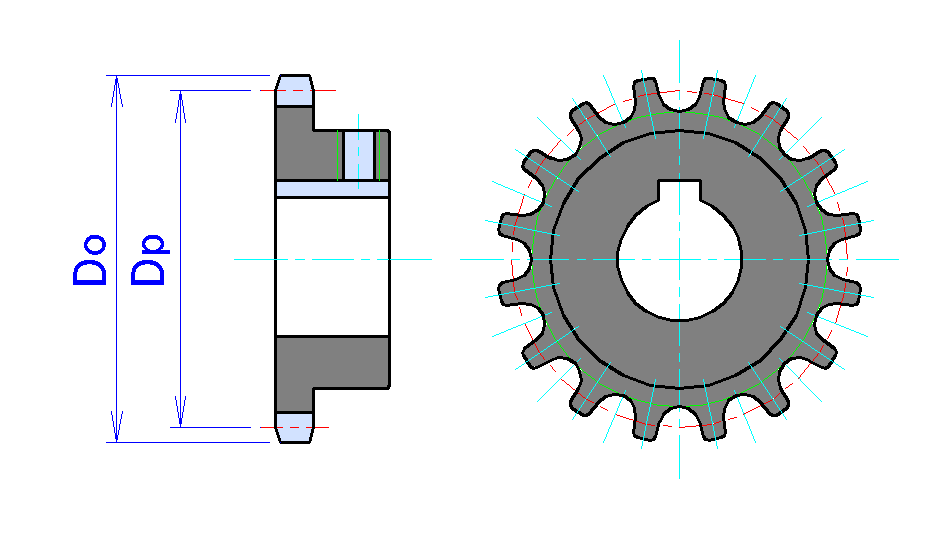
مضرسة ذات 16 ضرس. Do = قطر المضرسة. Dp = قطر تباعد السن

مضرسة وسلسلة

المُضَرَّسَة أو العجلة المُسَنَّنَة أو الدولاب المسنن هي عجلة محاطة بضروس تتعاشق مع سلسلة أو جنزير دبابة أو أي مادة مثَقَّبَة أو مسننة.   ينطبق اسم "المضرسة" بشكل عام على أي عجلة تشتبك فيها الإسقاطات نصف القطرية مع سلسلة تمر فوقها. تتميز عن الترس في أن المضرسة لا تتعاشق بشكل مباشر، وتختلف عن البكرة في أن ضروس المضرسة لها ضروس وبكرات ناعمة باستثناء بكرات التوقيت المستخدمة مع أحزمة مسننة.
تُستخدم المضرسات في الدراجات الهوائية والدراجات النارية والمركبات المجنزرة والآلات الأخرى إما لنقل الحركة الدورانية بين عمودين حيث تكون التروس غير مناسبة أو لنقل الحركة الخطية إلى جنزير أو شريط وما إلى ذلك. ربما يكون الشكل الأكثر شيوعًا للمضرسة موجودًا في الدراجة الهوائية، حيث يحمل عمود الدواسة مضرسة كبيرة، والتي تقود سلسلة، والتي بدورها تقود مضرسة صغيرة على محور العجلة الخلفية. كانت السيارات القديمة أيضًا مدفوعة إلى حد كبير بآلية المضرسة والسلسلة وهي ممارسة تم نسخها إلى حد كبير من الدراجات الهوائية.
المضرسات لها تصميمات مختلفة ، يطالب المنشئ بحد أقصى من الكفاءة لكل منها. لا تحتوي المضرسة عادة على شفير. تحتوي بعض المضرسات المستخدمة مع أحزمة التوقيت على أشفار لإبقاء حزام التوقيت في المنتصف. تُستخدم المضرسات والسلاسل أيضًا لنقل الطاقة من عمود إلى آخر حيث لا يُسمح بالانزلاق، حيث يتم استخدام سلاسل المضرسات بدلاً من الأحزمة أو الحبال والمضرسات بدلاً من البكرات. يمكن تشغيلها بسرعة عالية ويتم إنشاء بعض أشكال السلاسل بحيث تكون عديمة الضجيج حتى عند السرعات العالية.